# Schweringhausen
Schweringhausen ist ein Ortsteil der niedersächsischen Gemeinde Ehrenburg in der Samtgemeinde Schwaförden im Landkreis Diepholz. Es liegt 4 km südwestlich vom Kernort Ehrenburg entfernt. Durch Schweringhausen fließt der Schweringhäuser Bach, der bei Rathlosen in den Kuhbach mündet.

## Geschichte
Am 1. März 1974 wurden die bis dahin selbständigen Gemeinden Schweringhausen, Stocksdorf und Wesenstedt in die Gemeinde Schmalförden eingegliedert. Am 27. April 1976 wurde diese Gemeinde amtlich in Ehrenburg umbenannt.

## Infrastruktur
- Freiwillige Feuerwehr Samtgemeinde Schwaförden Ortsfeuerwehr Schweringhausen[2]
- Vereine: Schützenverein Schweringhausen und Umgebung von 1904 e. V.